# Anagyrus narcicius
Anagyrus narcicius är en stekelart som beskrevs av Julián A.Salazar 1981. Anagyrus narcicius ingår i släktet Anagyrus och familjen sköldlussteklar.
Artens utbredningsområde är Peru. Inga underarter finns listade i Catalogue of Life.